# Saison 2013-2014 de l'Union sportive Oyonnax rugby
Cette page présente la saison 2013-2014 de l'Union sportive Oyonnax rugby. L'équipe professionnelle est entraînée par Christophe Urios, en tant que directeur sportif, secondé par Frederic Charrier  et Lippi Sinnott

## La saison

### Pré-saison
- FC Grenoble - US Oyonnax : 24 - 30
- Biarritz olympique - US Oyonnax : 19 - 7
- ASM Clermont - US Oyonnax : 14 - 23

## Effectif 2013-2014

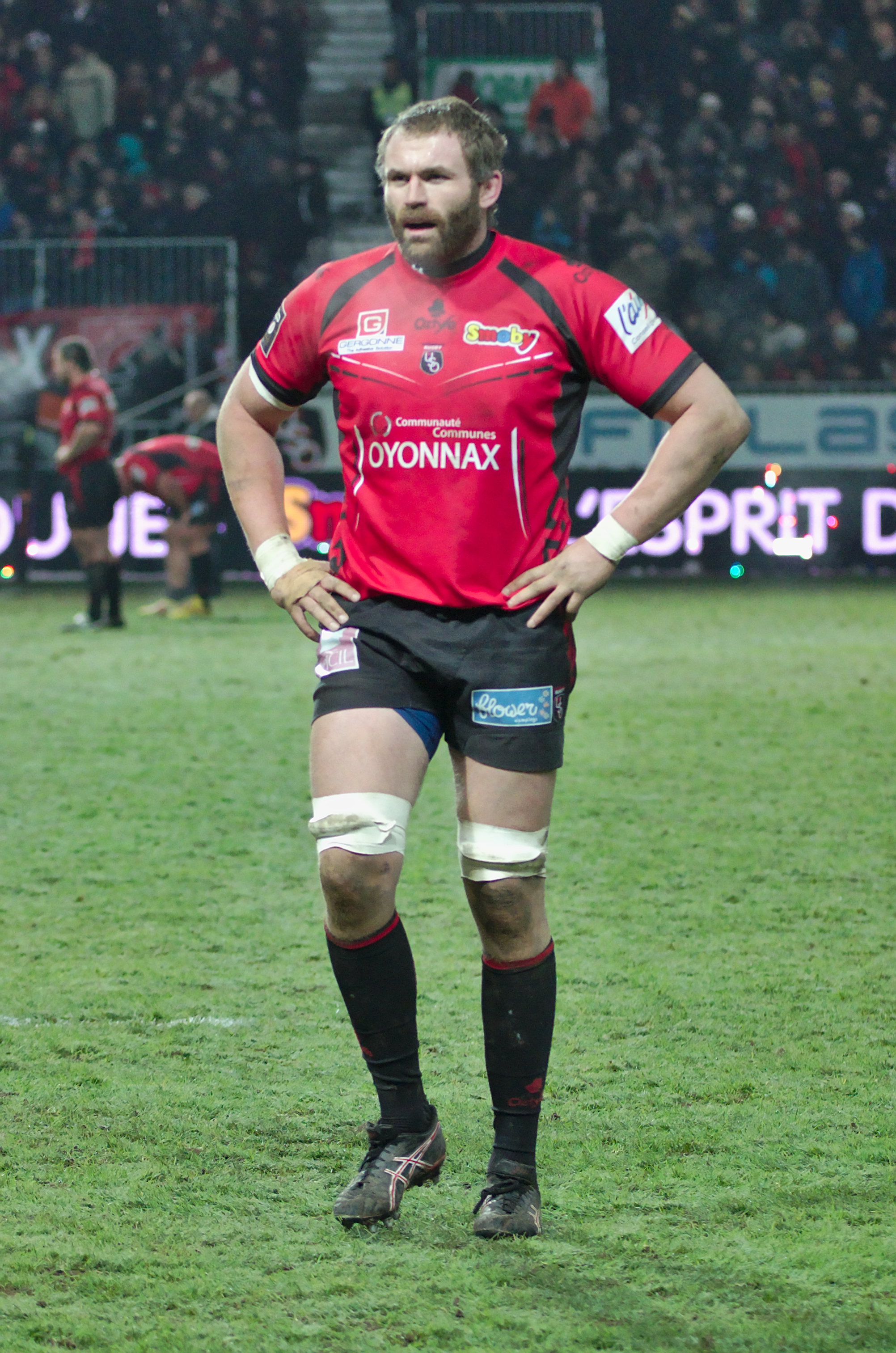
Damian Browne
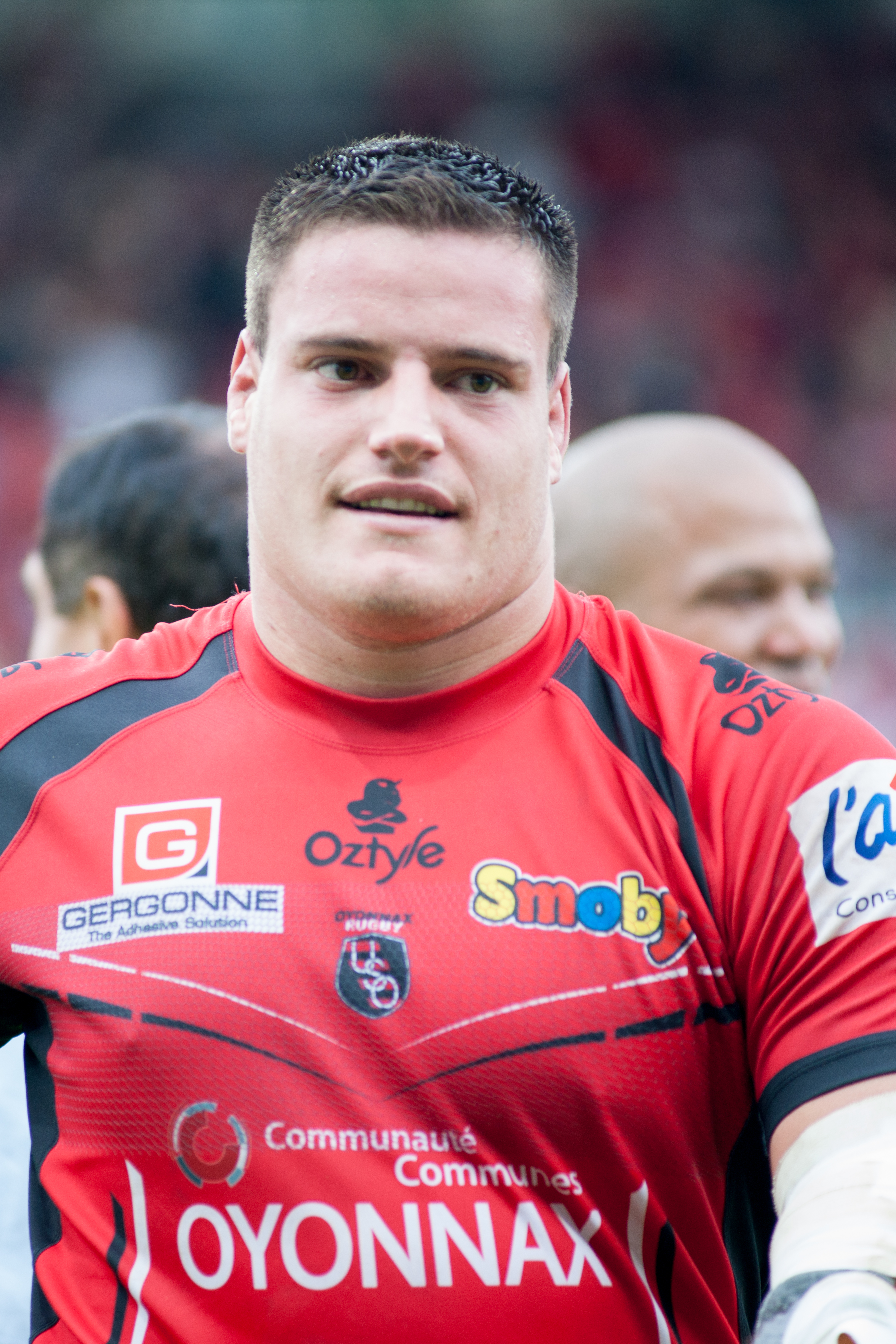
Antoine Tichit
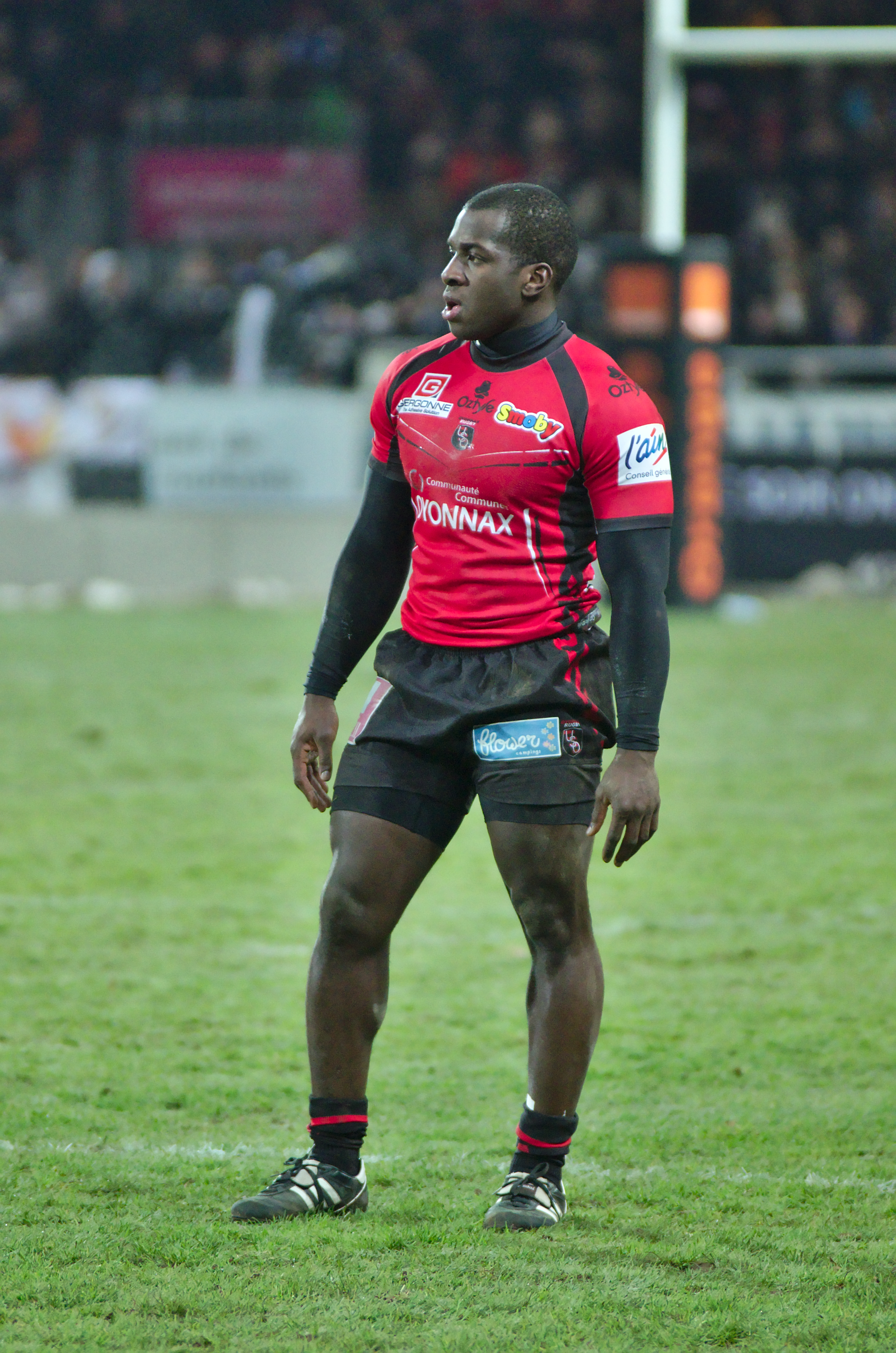
Dug Codjo
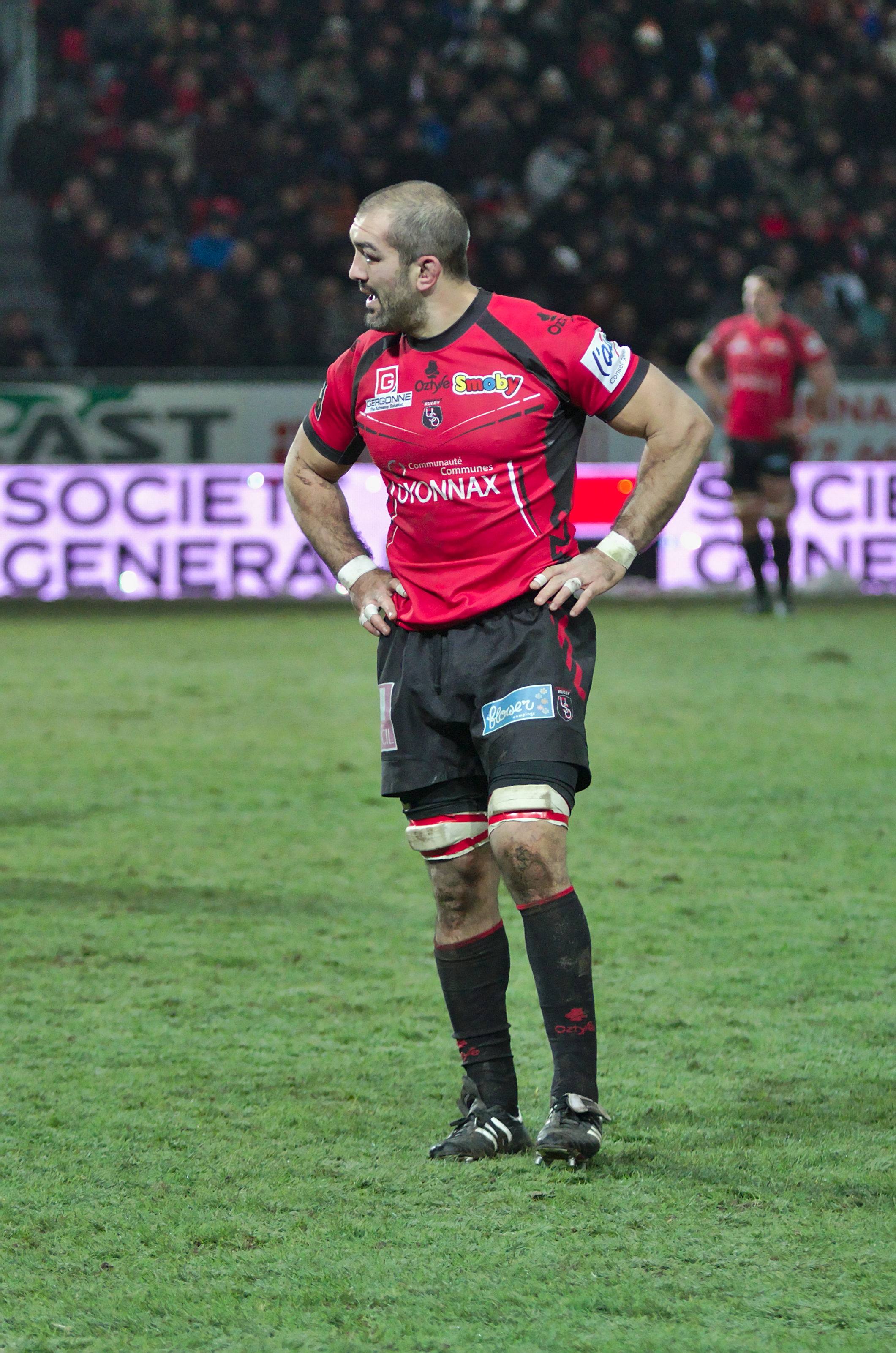
Joe El Abd
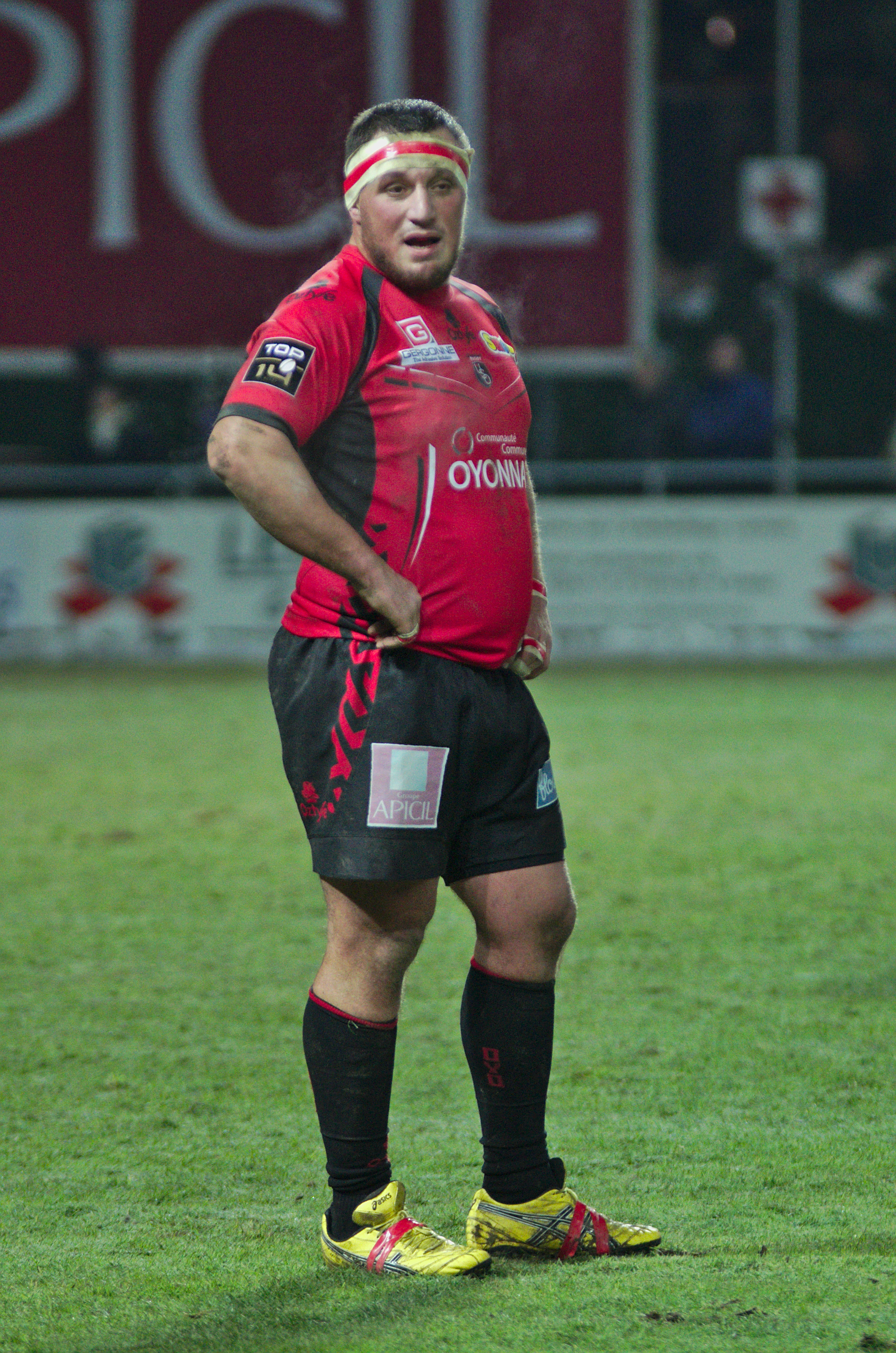
Marc Clerc

| Nom                      | Poste                  | Naissance  | Nationalité sportive | International | Dernier club                      | Arrivée au club (année) |
| Lukas Rapant             | Pilier                 | 16/11/1982 | Tchéquie             |               | Sporting nazairien rugby          | 2006                    |
| Antoine Tichit           | Pilier                 | 13/06/1989 | France               | -             | Sporting Club albigeois           | 2008                    |
| Erwan Iapteff            | Pilier                 | 17/03/1988 | France               | -             | FC Grenoble                       | 2013                    |
| Marc Clerc               | Pilier                 | 09/06/1987 | France               | -             | Bourg-en-Bresse                   | 2011                    |
| Clément Baïocco          | Pilier                 | 03/12/1979 | France               |               | Aviron bayonnais                  | 2012                    |
| Ruaan du Preez           | Pilier                 | 20/03/1984 | Afrique du Sud       | -             | FC Grenoble                       | 2013                    |
| Jody Jenneker            | Talonneur              | 10/04/1984 | Afrique du Sud       | -             | LOU                               | 2012                    |
| Salim Tebani             | Talonneur              | 11/10/1978 | Algérie              | -             | FCS Rummilly                      | 2007                    |
| Neil Clark               | Talonneur              | 08/10/1981 | Angleterre           | -             | Exeter Chiefs                     | 2013                    |
| Mirek Nemecek            | Deuxième Ligne         | 23/05/1980 | Tchéquie             |               | US Beaurepaire                    | 2008                    |
| Thibault Lassalle        | Deuxième Ligne         | 22/08/1987 | France               | -             | SU Agen                           | 2012                    |
| Nemia Soqeta             | Deuxième Ligne         | 04/03/1985 | Nouvelle-Zélande     | -             | Taranaki                          | 2013                    |
| Damian Browne            | Deuxième Ligne         | 17/05/1980 | Irlande              | -             | Leinster                          | 2013                    |
| Damien Lagrange          | Deuxième Ligne         | 04/07/1987 | France               | -             | SU Agen                           | 2013                    |
| Scott William Newlands   | Troisième Ligne Aile   | 20/07/1985 | Écosse               |               | Edinburgh Rugby                   | 2011                    |
| Joe El Abd               | Troisième Ligne Aile   | 23/02/1980 | Angleterre           | -             | RC Toulon                         | 2012                    |
| Valentin Ursache         | Troisième Ligne Aile   | 12/08/1985 | Roumanie             |               | Pays d'Aix RC                     | 2012                    |
| Mahamadou Diaby          | Troisième Ligne Aile   | 15/08/1990 | France               | -             | Racing Metro 92                   | 2013                    |
| Christophe André         | Troisième Ligne Centre | 05/10/1986 | France               | -             | CS Bourgoin-Jallieu               | 2012                    |
| Viliami Ma'afu           | Troisième Ligne Centre | 09/03/1982 | Tonga                |               | Mitsubishi Dynaboars              | 2013                    |
| Chad Slade               | Troisième Ligne Centre | 08/01/1982 | Samoa                |               | Exeter Chiefs                     | 2012                    |
| Fabien Cibray            | Demi de Mêlée          | 15/10/1985 | France               | -             | LOU                               | 2013                    |
| Agustin Figuerola        | Demi de Mêlée          | 27/05/1985 | Argentine            | -             | CA Brive                          | 2013                    |
| Johann Authier           | Demi de Mêlée          | 16/12/1981 | France               | -             | FC Grenoble                       | 2008                    |
| Benjamin Urdapilleta     | Demi d'Ouverture       | 11/03/1986 | Argentine            |               | Harlequins                        | 2012                    |
| Conrad Barnard           | Demi d'Ouverture       | 27/07/1979 | Afrique du Sud       | -             | SU Agen                           | 2013                    |
| Nicolas Vuillemin        | Demi d'Ouverture       | 03/05/1991 | France               | -             | ASM Clermont Auvergne             | 2013                    |
| Roimata Hansell-Pune     | Centre                 | 06/11/1986 | Nouvelle-Zélande     | -             | Waikato RU                        | 2010                    |
| Hemani Paea              | Centre                 | 30/07/1985 | Tonga                | -             | Stade phocéen Marseille Vitrolles | 2011                    |
| Jonathan Traini          | Centre                 | 23/06/1989 | France               | -             | Union Sportive Bellegarde-Coupy   | 2008                    |
| Guillaume Bousses        | Centre                 | 12/10/1981 | France               |               | Racing Métro 92                   | 2013                    |
| Pierre Aguillon          | Centre                 | 27/03/1987 | France               | -             | US Carcassonne                    | 2013                    |
| Tikito Koroivoutu        | Ailier                 | 12/07/1986 | Fidji                |               | Rugby club dijonnais              | 2012                    |
| Dug Codjo                | Ailier                 | 22/04/1987 | France               | -             | US Carcassonne                    | 2013                    |
| Lucas González Amorosino | Ailier                 | 02/11/1985 | Argentine            |               | Montpellier HR                    | 2013                    |
| Jean-François Coux       | Ailier                 | 23/10/1980 | France               |               | SU Agen                           | 2013                    |
| Jonathan Bousquet        | Ailier                 | 05/03/1988 | France               | -             | AS Béziers                        | 2010                    |
| Florian Denos            | Arrière                | 20/05/1986 | France               | -             | Castres olympique                 | 2012                    |
| Silvère Tian             | Arrière                | 19/07/1980 | Côte d'Ivoire        |               | SU Agen                           | 2013                    |

## Calendrier[4]

### Top 14
| - Aviron bayonnais – US Oyonnax : 39 - 11 - US Oyonnax – ASM Clermont Auvergne : 30 - 19 - Racing Métro 92 – US Oyonnax : 22 - 9 - US Oyonnax – Biarritz olympique : 24 - 22 - US Oyonnax – Castres olympique : 19 - 9 - Union Bordeaux Bègles – US Oyonnax : 35 - 10 - US Oyonnax – Stade français : 15 - 16 - US Oyonnax – RC Toulon : 25 - 22 - Montpellier HRC – US Oyonnax : 45 - 20 - Football club de Grenoble rugby – US Oyonnax : 23 - 10 - US Oyonnax – USA Perpignan : 22 - 9 - Stade toulousain – US Oyonnax : 14 - 3 - US Oyonnax – CA Brive : 26 - 9 | - US Oyonnax – Aviron bayonnais : 9 - 6 - ASM Clermont Auvergne – US Oyonnax : 33 - 19 - US Oyonnax –Racing Métro 92 : 6 - 0 - Biarritz olympique – US Oyonnax : 22 - 24 - Castres olympique – US Oyonnax : 17 - 16 - US Oyonnax – Union Bordeaux Bègles : 26 - 12 - Stade français – US Oyonnax : 29 - 26 - RC Toulon – US Oyonnax : 64 - 10 - US Oyonnax – Montpellier HRC : 8 - 22 - US Oyonnax – Football club de Grenoble rugby : 40 - 13 - USA Perpignan – US Oyonnax : 22 - 12 - US Oyonnax – Stade toulousain : 19 - 19 - CA Brive – US Oyonnax : 19 - 17 |

Avec 11 victoires, 1 match nul et 14 défaites et un total de 51 points l'US Oyonnax termine à la 12e place et ne se qualifie pas pour la phase finale du championnat de France 2013-2014.

### Amlin Challenge Cup
Dans l'Amlin Challenge Cup l'US Oyonnax fait partie de la poule 1 et sera opposé aux Anglais de Worcester et des Sale Sharks ainsi qu'aux Français du Biarritz olympique.
| - 12/10/13; US Oyonnax - Worcester : 9 - 9 - 19/10/13; Biarritz olympique - US Oyonnax : 26 - 9 - 05/12/13; US Oyonnax - Sale Sharks : 16 - 10 | - 13/12/13; Sale Sharks - Oyonnax : 53 - 14 - 12/01/14; US Oyonnax - Biarritz olympique : 28 - 24 - 19/01/14; Worcester - US Oyonnax : 20 - 13 |

Avec 2 victoires, 1 match nul et 3 défaites, l'Union sportive Oyonnax rugby termine 3e de la poule 1 et n'est pas qualifié.

## Statistiques

### Statistiques collectives
Attaque
- 456 points marqués (32 essais, 24 transformations, 74 pénalités, 3 drops)

Défense
- 562 points encaissés (49 essais, 40 transformations, 74 pénalités, 5 drops)

### Statistiques individuelles
Meilleur réalisateur
- Benjamin Urdapilleta avec 232 points en Top 14 (1 essai, 19 transformations, 61 pénalités et 2 drops)

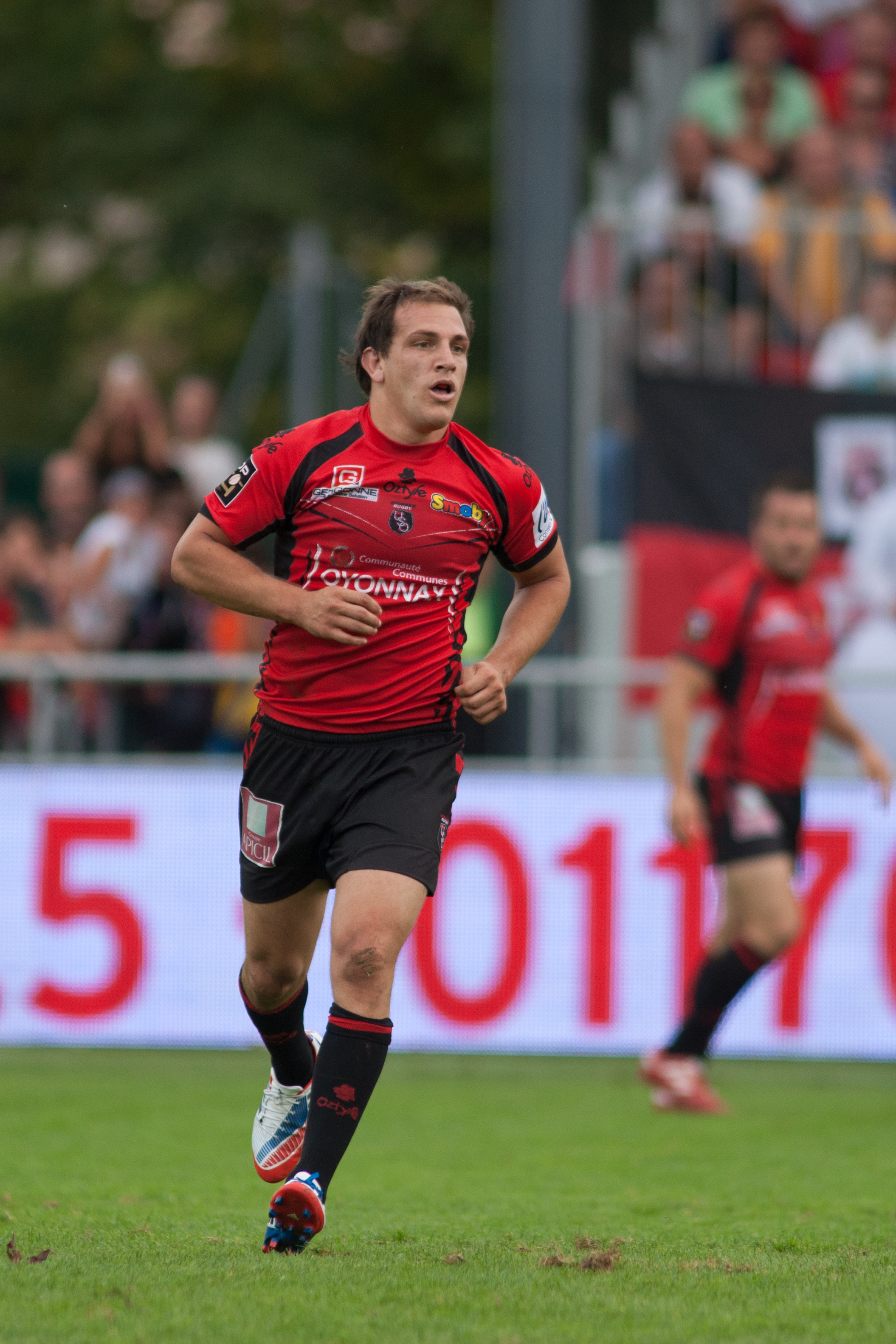
Benjamin Urdapilleta